# سنسانة
سنسانة (بالعبرية: סנסנה) مستوطنة مجتمعية إسرائيلية، أقيمت عام 1997 جنوب غرب محافظة الخليل جنوب الضفة الغربية، وتقع إداريًا ضمن اختصاص مجلس جنوب جبل الخليل الإقليمي. في عام 2018 كان عدد سكانها 458 مستوطنًا.

## الجانب القانوني
يعتبر المجتمع الدولي المستوطنات الإسرائيلية في الضفة الغربية غير قانونية بموجب القانون الدولي، لكن الحكومة الإسرائيلية تعارض ذلك.